# Petruskerk (Wagenborgen)
De Petruskerk is een kerkgebouw in de Nederlandse plaats Wagenborgen (gemeente Eemsdelta). De kerk dateert uit 1883 en is onderdeel van de Protestantse Kerk in Nederland.

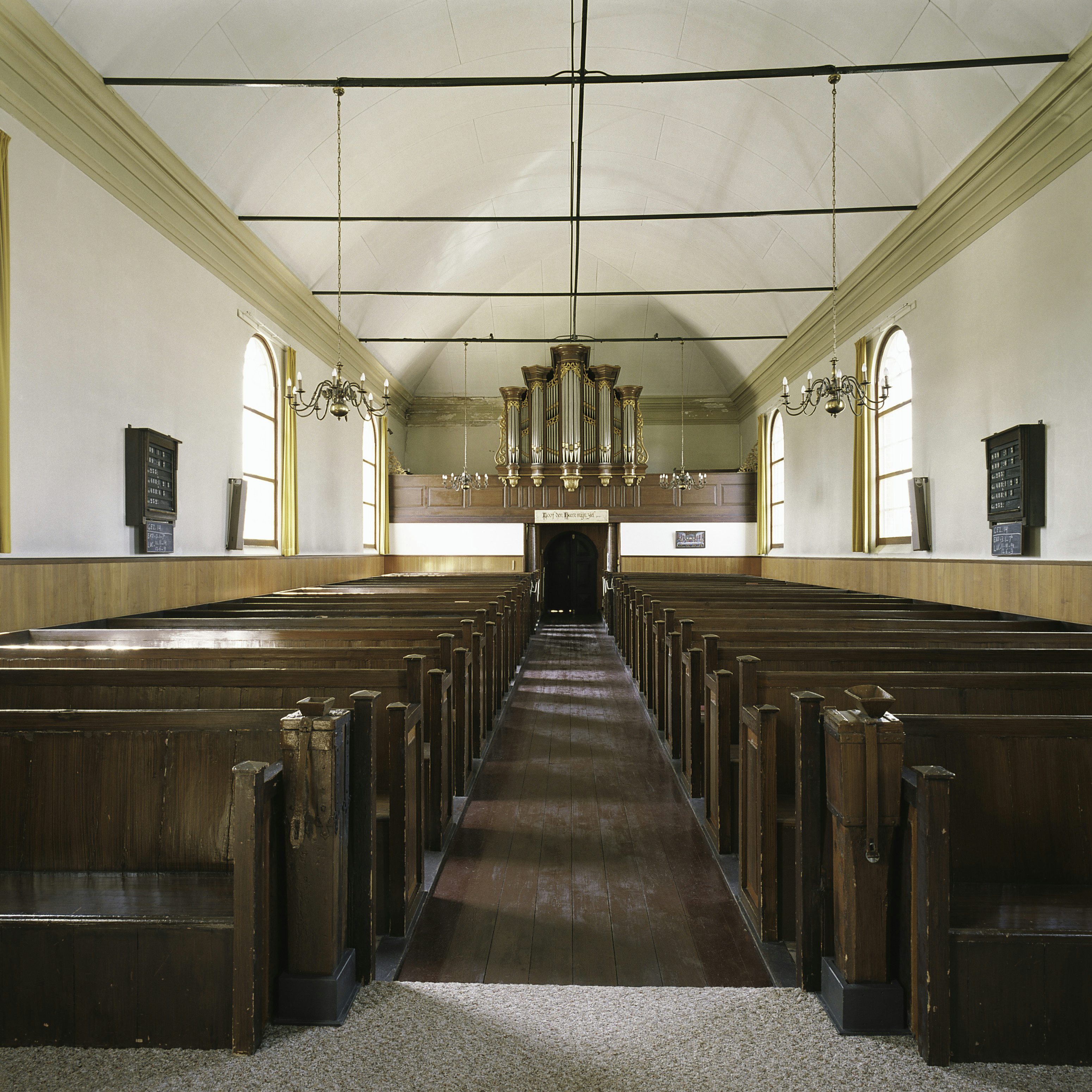
Interieur met het Vermeulenorgel, kort voor de restauratie van 2007

## Geschiedenis
De huidige kerk heeft een middeleeuwse voorganger gehad, die aan de apostel Petrus was gewijd. De preekstoel, in 1661 gemaakt door de schrijnwerker Berent Berents, heeft vermoedelijk ook al in de eerdere kerk gestaan (en mogelijk tot 1718 in de kerk van Noordbroek). 
De kerk is ontworpen door de 17-jarige Jan Brons, later de uitvinder van de Bronsmotor en de oprichter van de Appingedammer Bronsmotorenfabriek. Hij kreeg als beloning een pendule, die hij de rest van zijn leven aan de muur van zijn slaapkamer hing. De in Wagenborgen geboren Brons was de zoon van de timmerman en aannemer Tjakko Brons, die samen met zijn compagnon Crol uit Scheemda de kerk bouwde voor 7685,40 gulden. 
Het gebouw is een eenschepige zaalkerk. De spits van de vierkante kerktoren staat op een balustrade. Het torenuurwerk werd in 1883 geleverd door de firma Van Bergen te Heiligerlee. In 1930 werd bij de kerk een consistoriekamer gebouwd, ontworpen door de architect F. van der Laan.
Het kerkorgel van de gesloopte oude kerk was door de orgelbouwersfirma Van Oeckelen weggehaald en verkocht. Pas in 1913 kreeg de nieuwe kerk een pijporgel, dat werd gebouwd door Marten Vermeulen uit Woerden. Het instrument heeft één manuaal, tien registers en een aangehangen pedaal. In 1974 heeft de firma Mense Ruiter een windmotor geplaatst. 
In 1978 werden kerk en orgel gerestaureerd. In 2002 onderging het exterieur van kerk en toren opnieuw een restauratie, waarbij het torenuurwerk, dat dagelijks met de hand moest worden opgewonden, werd gemechaniseerd. In 2007 werd het interieur gerestaureerd en het kerkmeubilair deels vervangen. In 2010 kreeg ook het orgel weer een grote opknapbeurt. 
Bij het gereedkomen van de restauratie van 2007 werd de kerk, net als zijn middeleeuwse voorganger, vernoemd naar de apostel Petrus. 